# Pagenkopf (Frisur)

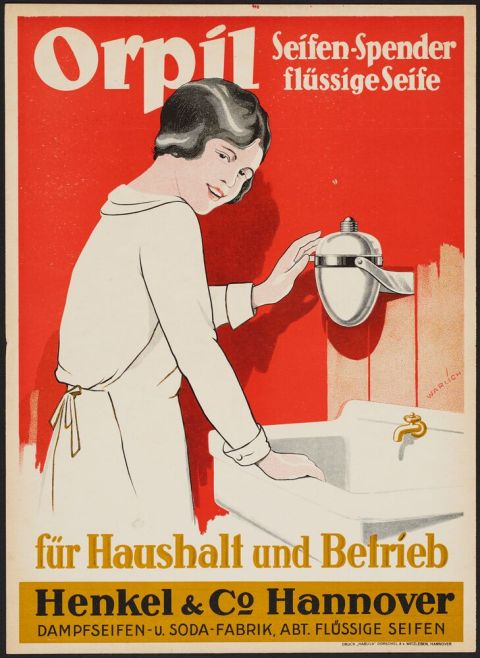
Junge Frau mit Kurzhaarschnitt: „Orpil Seifen-Spender flüssige Seife“;
„Henkel & Co. Hannover / Dampfseifen- u. Soda-Fabrik, Abt. Flüssige Seifen“, 1920er Jahre

Der Pagenkopf, auch Etonschnitt genannt, ist eine Kurzhaarfrisur, die sich im Zuge der Emanzipation der Frauen insbesondere ab den 1920er Jahren durchsetzte.

## Geschichte
Während die Pagenkopffrisur in Paris bereits 1913 bekannt war, setzte sich der Haarschnitt in Deutschland erst zu Beginn der Weimarer Republik etwa ab 1920 durch. Die am Herrenschnitt orientierte Frisur stand als sichtbares Zeichen gegen das reaktionäre Bild junger Mädchen der Kaiserzeit, das sich stereotyp beispielsweise über die Backfischromane vermittelte.
Der Pagenkopf ist eine Variante des Bobs, bei dem auch das Haar am Hinterkopf kurzgetragen wird. Als Mode junger Frauen stand der Pagenkopf für den Typus Neue Frau, die sich selbstbewusst, intellektuell und eigenständig in der Öffentlichkeit bewegte, geistig und wirtschaftlich unabhängig war, Zigaretten rauchte, durch die Großstadt raste im Automobil oder sogar auf dem Motorrad und einem eigenen Beruf nachging.
In Deutschland machte insbesondere die dänische Schauspielerin Asta Nielsen die moderne, jungenhafte Kurzhaarfrisur populär, nachdem sie 1921 in der Stumm-Verfilmung von Shakespeares Hamlet glänzte.
In Berlin nahm die Journalistin und Schriftstellerin Ruth Landshoff den ersten Pagenkopf für sich in Anspruch, als sie im Smoking zu Jazzmusik auf der Bühne mit der nahezu splitternackten Josephine Baker tanzte. Graf Kessler bemerkte zur Erscheinung Landshoffs: „[...] wirklich wie ein bildschöner Junge“.